# Plaza José Abelardo Quiñones
La plaza José Abelardo Quiñones —también conocida como plaza Roja o Quiñones— es el mayor espacio público del distrito de San Juan Bautista, en Iquitos, Perú. Fue totalmente renovada y reinaugurada el 17 de marzo de 2013.
La arquitectura nueva de la plaza presenta un diseño moderno y casi vanguardista. El presupuesto fue 4.000.337,93 nuevos soles, que incluye 2694,85 m² de vereda peatonal, 39 bancas de madera, 59 postes metálicos de alumbrado público y 18 tachos basureros. El obelisco consiste en una espiral de aspecto cubista que sostiene la estatua principal.